# Marta Odera, monja
Marta Odera, monja es el primer capítulo de la primera temporada de la serie de televisión argentina Mujeres asesinas. Este episodio se estrenó el 19 de julio de 2005. Con este episodio, debuta el unitario con su primera temporada, y el comienzo de las 78 historias basadas en hechos reales.
En el libro de Mujeres asesinas, este capítulo recibe el nombre de Marta Odera, monja, al igual que en el capítulo de televisión.
Este episodio fue protagonizado por Eugenia Tobal en el papel de asesina. Coprotagonizado por Inés Estévez, Claudia Fontán, Horacio Roca, Gigí Ruá y Humberto Serrano. También, contó con la participación de Miguel Dedovich.

## Desarrollo

### Trama
Este capítulo trata de una monja, Marta Odera (Eugenia Tobal) que por cuestiones personales, decide junto con la contemplación del cura, dejar los hábitos el tiempo que sea necesario hasta que se encuentre bien. En ese lapso ella conoce a una mujer llamada Marta Fernández (Inés Estévez). Ambas se ven por primera vez en la iglesia en la que se encuentra Odera. Fernández estaba rezando muy angustiada porque su vida es un fracaso. Odera decide ayudarla, deciden irse a vivir juntas, y a los pocos días comienza el problema: Fernández maltrata a Odera brutalmente, pero esta última no hace más que apañarla y justificarla. Odera tenía una amiga, Blanca (Claudia Fontán), en la que confiaba y le contaba todo. Blanca quería abrirle los ojos, pero Odera no se daba cuenta y tenía miedo. Pareciera que entre Odera y Fernández había más que una amistad, se habían convertido en amantes. Esto implicaba que Odera se sienta culpable ante Dios, y es por eso que se autocastiga. De todos modos los maltratos por parte de Fernández son cada vez más fuertes y Odera pareciera no aguantar más y por si fuera poco Fernández llama a la iglesia y dice que ella y Marta son novias, un día Marta la visita y le dice que diga que todo lo que dijo no es cierto pero ella llama y confirma todo lo que dijo de nuevo y en un ataque de desesperación la mata apuñalándola 161 veces con un cuchillo.

### Condena
Marta Odera fue declarada inimputable. Los peritos coincidieron en que la mujer había actuado con inconsciencia temporal. Estudios posteriores, hallaron un trastorno en su conducta producto de una patología orgánica cerebral. Fue internada en el Hospital Moyano donde un año después, los médicos determinaron que podía abandonar el nosocomio bajo custodia de sus familiares, ya no se la consideraba peligrosa. Actualmente, vive junto a sus hermanos, en su casa de campo. Todos los días por la mañana y por la noche, Marta reza por el alma de su amiga muerta.

## Elenco
- Inés Estévez
- Eugenia Tobal
- Claudia Fontán
- Horacio Roca
- Gigí Ruá
- Humberto Serrano
- Miguel Dedovich (voz)

## Adaptaciones
- Mujeres asesinas (Colombia): Helena, la monja - Ana María Orozco
- Mujeres asesinas (Italia): Verónica - Sabrina Impacciatore
- Mujeres asesinas (República Dominicana): Marta, monja - Zeny Leyva